# Alfonso de Andrés
Alfonso Carlos de Andrés Asin (Novillas, 16 de mayo de 1938 – Madrid, 5 de julio de 2009) fue un atleta español, especialista en el lanzamiento de jabalina. Compitió en esta modalidad en los Juegos Olímpicos de Roma 1960. De esta manera se convirtió en el segundo aragonés que participó en unos Juegos Olímpicos después de Dionisio Carreras en los Juegos de París de 1924. 

## Biografía
De Andrés empezó en el mundo de los lanzamientos en el Club San Fernando junto a Rafael Sánchez Iglesias. En 1957, marcha a Madrid con una beca para alojarse en la Residencia Moscardó (ahora Residencia Blume) donde entrenó bajo las órdenes de José Luis Torres.
De Andrés fue campeón de España de jabalina ocho años seguidos entre 1960 y 1967 y plusmarquista nacional de la especialidad durante dos décadas con una marca de 73.72. Se colgó el oro en los Juegos Iberoamericanos de 1962 celebrados en Madrid, el bronce en Iberoamericanos de Santiago de Chile 1960, campeón del mundo militar en La Coruña 1964 y plata en los Juegos del Mediterráneo de Túnez 1967. En los Juegos Olímpicos de Roma acabó en el puesto 26.
Se retiró prematuramente a los 27 años para dedicarse a su trabajo como jefe de mantenimiento del Consejo Superior de Deportes (CSD).